# Kadambur
Kadambur è una suddivisione dell'India, classificata come town panchayat, di 4.379 abitanti, situata nel distretto di Thoothukudi, nello stato federato del Tamil Nadu. In base al numero di abitanti la città rientra nella classe VI (meno di 5.000 persone).

## Geografia fisica
La città è situata a 8° 58' 60 N e 77° 52' 0 E e ha un'altitudine di 83 m s.l.m..

## Società

### Evoluzione demografica
Al censimento del 2001 la popolazione di Kadambur assommava a 4.379 persone, delle quali 2.136 maschi e 2.243 femmine. I bambini di età inferiore o uguale ai sei anni assommavano a 424, dei quali 230 maschi e 194 femmine. Infine, coloro che erano in grado di saper almeno leggere e scrivere erano 2.996, dei quali 1.633 maschi e 1.363 femmine.